# 미·일 안전 보장 협의 위원회
미·일 안전 보장 협의 위원회(美·日安全保障協議委員會, 영어: U.S.-Japan Security Consultative Committee, 일본어: 日米安全保障協議委員会 니치베이안젠호쇼쿄기이인카이[*], SCC, 통칭 2 플러스 2)는 미국과 일본의 안전 보장 정책을 둘러싼 각료급 협의 구조. 참여자는 미국 국무장관과 국방장관, 일본 외무대신과 방위대신 총 4명이다.

## 개설
미·일 안전 보장 협의 위원회는 중요한 고비마다 열려 지금까지 미·일 방위 협력 지침(가이드라인) 재검토나 오키나와 미군 기지의 정리·축소에 관한 미·일 특별 행동 위원회 (SACO) 합의 등이 이뤄졌다.

## 연혁
- 1996년 12월 - SACO(오키나와에 관한 특별 행동 위원회)의 최종 보고 발표
개최지 - 도쿄
- 1997년 9월 - 가이드 라인(미·일 방위 협력을 위한 지침) 개정 발표[1]
개최지 - 뉴욕
- 1998년 12월 - BMD(탄도 미사일 방어) 기술 연구에 합의[2]
개최지 - 뉴욕
- 2000년 9월 - 배려 예산 삭감 특별 협정에 서명
개최지 - 뉴욕
- 2002년 12월 - 북한 핵개발 계획에 대해 경고[3]
개최지 - 워싱턴
- 2005년 2월 - 공통 전략 목표에 합의[4]
개최지 - 워싱턴
- 2005년 10월 - 미·일 동맹：미래를 위한 변혁과 재편에 합의[4][5]
개최지 - 워싱턴
- 2007년 5월 - GSOMIA(지소미아, 군사정보에 관한 일반 보전협정) 체결에 합의[6]
개최지 - 워싱턴
- 2010년 5월 - 오키나와 미 해군기지를 나고시의 헤노코 해안으로 이전[7]
개최지 - 도쿄

## 같이 보기
- 2+2 회의